# Albert Guinovart i Mingacho
Albert Guinovart i Mingacho (Barcelona, 1962) és un pianista i compositor català. És un dels músics més polifacètics de l'actualitat. Amb la seva carrera com a pianista i la seva creació com a compositor ha obtingut un gran reconeixement. Com a pianista, destaca des de la seva interpretació del romanticisme fins a la de les seves pròpies creacions, passant per la d'autors catalans del tombant de segle com Enric Granados i Isaac Albéniz. I, pel que fa a la composició, han esdevingut molt populars les músiques que va compondre per a sèries televisives com Nissaga de poder o Laberint d'ombres, i molt especialment l'èxit del musical Mar i cel, que va compondre per a la companyia Dagoll Dagom. Però, a banda d'això, és autor d'un catàleg molt divers d'obres com el musical Gaudí (2002), la Sonata per a piano sobre temes tradicionals catalans (2006), el seu Concert per a piano (2006), l'obra instrumental de cambra i narrador La ciutat que parla, la ciutat que sona (2008) o l'òpera Alba eterna (2009).

## Biografia
Format musicalment al Conservatori Superior Municipal de Música de Barcelona, marxà a Londres per a estudiar amb la pianista i pedagoga Maria Curcio. La seva activitat musical es divideix en diferents vessants: composició, orquestració, docència i la interpretació pianística.
Com a pianista ha tocat amb orquestres com la Simfònica de Barcelona i Nacional de Catalunya, Sinfónica de Madrid, Sydney Festival Orchestra, Gürzenich Orchester-Kölner Philarmoniker, Orchestre Nationale de Montpellier, Helsinki Philharmonic Orchestra, Orchestre Nationale de Toulouse, o Franz Liszt de Budapest.
Ha estat dirigit per Christopher Hogwood, Lawrence Foster, Franz Paul Decker, Edmon Colomer, Enrique Diemecke, James Laughram, i Josep Pons entre d'altres. Ha col·laborat amb artistes com Victoria de los Ángeles, Barbara Hendricks, María Bayo, Emilio Aragón Álvarez, Juan Diego Flórez, Julia Migenes, Jaume Aragall o Nacho Duato. 
En els seus recitals com a solista combina les seves pròpies obres amb el gran repertori pianístic, especialment el del període romàntic i la música espanyola.
És membre numerari de la Reial Acadèmia Catalana de Belles Arts de Sant Jordi des del 19 de febrer del 2014.

## Obra compositiva
El seu catàleg d'obres com a compositor inclou l'òpera Atzar, el ballet Terra Baixa (per a cobla, encàrrec del Memorial Joaquim Serra), abundant música simfònica i una prolífica producció cambrística. Les seves obres han estat dirigides per directors com Phillipe Entremont, Lawrence Foster, Gianandrea Noseda, Franz Paul Decker o Vasily Petrenko.
És conegut també pels seus musicals: Mar i cel (1988 i 2004; premi Max a la millor composició 2006), Flor de Nit (1992), Desconcerto Grosso (1994), Gaudí, el musical de Barcelona (2003) i Paradís (2005). El 2007 s'ha estrenat la versió en alemany de Mar i Cel (Der Himmel und das Meer) al Opernhaus de Halle, amb una nova orquestració adaptada a l'orquestra simfònica.
En la seva vinculació amb el cinema ha creat la música per a diverses pel·lícules, entre les quals destaquen El llarg hivern, dirigida per Jaime Camino i amb la que va obtenir el Premi Nacional de Cinematografia de la Generalitat de Catalunya de 1992; Els nens de Rússia, del mateix director; La Monyos de Mireia Ros o El coronel Macià de Josep Maria Forn.
En el terreny de l'audiovisual, ha compost també algunes sintonies televisives, com les de les primeres sèries de televisió catalanes, destacant Nissaga de Poder, Nissaga, l'herència, Laberint d'ombres, Mirall trencat i El cor de la ciutat. També ha posat música a diversos muntatges teatrals dirigits per Sergi Belbel (en el Teatre Nacional de Catalunya i en el Centro Dramático Nacional). Així mateix li fou encarregada la música oficial del Campionat Mundial de Natació 2003.
L'any 2003, per encàrrec de la Coral Polifònica de Granollers, compon l'obra escènica Contranit amb lletra de Santi Montagud, que proposa una reflexió sobre la condició humana.
L'any 2008, a Palamós, va estrenar la seva primera sardana, que porta per títol Marinera. La composició la va fer a petició dels organitzadors del festival, l'Agrupació Sardanista Costa Brava. A més, al mateix concert va estrenar una nova versió per a dues cobles del seu conegut musical Mar i cel. Ell mateix es va encarregar de dirigir el concert, que va comptar amb la música de la Principal de la Bisbal i els Montgrins.
Així mateix, a realitzar altres arranjaments i composicions, i entre d'altres, el 7 d'agost de 2013 tingué lloc el concert inaugural de l'Acadèmia Internacional de Música de Solsona, al Teatre Comarcal de Solsona, on s'interpretà la Glosa del Ball de Gegants de Solsona de Josep Sancho-Marraco (1879-1960), amb arranjament i revisió per part seva. El 2015 va rebre el Premi Ciutat de Barcelona de música.
L'any 2016, Guinovart torna a fer la música per a un espectacle de Dagoll Dagom. Es tracta d'Scaramouche, musical que parteix d'una idea que el mateix compositor havia tingut anys enrere després de veure la pel·lícula homònima de 1952 i que es trobava "al calaix dels projectes per fer" de la companyia. L'espectacle es va estrenar al Teatre Victòria de Barcelona el 29 de setembre de 2016 i va estar-hi fins al 9 d'abril de 2017. Van assistir-hi més de 130.000 espectadors.
L'any 2021 va obtenir el Premi Alícia a la millor autoria, que atorga l'Acadèmia Catalana de la Música, per l'obra per a quintet de metall i piano Les aventures de Monsieur Jules.

## Discografia
Ha enregistrat per a discogràfiques com Harmonia Mundi, Decca o Emi, i la seva ampla obra està editada per Editorial Tritó, S.L. i per la Casa Boileau de Barcelona. Ha enregistrat a més diversos discos amb obres de Joaquín Turina, Enric Granados, Isaac Albéniz, Stephen Heller, Joaquín Rodrigo, Xavier Montsalvatge, Xavier Gols, a més d'obra seva per a piano i piano i orquestra.

## Docència
Des del 2002 és professor d'orquestració i composició a l'ESMUC (Escola Superior de Música de Catalunya).